# Georgien i Eurovision Song Contest 2012
Georgien deltog i Eurovision Song Contest 2012 och man valde sitt bidrag genom en nationell final som anordnades av Georgiens offentliga television (GPB). Vann gjorde Anri Dzjochadze med sitt bidrag "I'm a Joker" varav han kom att representera Georgien vid tävlingen år 2012.

## Nationell final
Den 9 december 2011 meddelade GPB Georgiens deltagande i Eurovision Song Contest 2012 som kommer att gå av stapeln i grannlandet Azerbajdzjans huvudstad Baku.
Den 15 december började GPB motta bidrag till den nationella final som avsågs hållas i februari 2012. Bidragen skulle framföras på antingen georgiska eller engelska. Bidragen kunde skickas in fram till den 15 januari 2012. En intern panel bestående av experter valde sammanlagt 13 bidrag som fick delta i den nationella final som schemalades till februari månad år 2012. Vinnaren kom att koras genom 50% juryröstning och 50% SMS-röstning.

### Finalen
I januari 2012 offentliggjordes de tretton akter som skulle få tävla om att representera Georgien vid Eurovision Song Contest 2012. Senare meddelades att finalen kom att gå av stapeln den 19 februari, och att antalet bidrag minskats till nio i stället för de ursprungliga 13. Vann gjorde Anri Dzjochadze med "I'm a Joker".
| Nr | Artist                     | Låt                  |
| -- | -------------------------- | -------------------- |
| 1  | Mirror Illusion            | "Whisper"            |
| 2  | November                   | "Letter To a Friend" |
| 3  | Industrial City            | "Broken"             |
| 4  | Levan Dzjibladze (Leo Jee) | "It's My Life"       |
| 5  | Eduard Tatiani (Eddie)     | "Hey You"            |
| 6  | Boris Bedia                | "It's Life"          |
| 7  | Vanilla Cage               | "Breaking the Cage"  |
| 8  | Rema                       | "Feel Me"            |
| 9  | Anri Dzjochadze            | "I'm a Joker"        |

## Vid Eurovision
Georgien lottades att delta i den andra semifinalen, som gick av stapeln den 24 maj 2012 i Baku. Där hade de startnummer 12 i sin semifinal. Georgien misslyckades med att ta sig till finalen, vilket innebar att man för första gången sedan debuten år 2007 missar tävlingens final.